# Josef Linke
Josef Linke (5. května 1820 Hranice – 7. ledna 1896 Horní Rokytnice) byl rakouský podnikatel a politik německé národnosti z Čech, v 60. letech 19. století poslanec Českého zemského sněmu.

## Biografie
Působil jako měšťan a obchodník v Horní Rokytnici v domě čp. 74. Od roku 1861 byl poštmistrem. Byl členem okresní školní rady ve Vrchlabí. Angažoval se v rokytnické pobočce spolku Verein für Geschichte der Deutschen in Böhmen.
V 60. letech se zapojil i do vysoké politiky. V zemských volbách v lednu 1867 byl zvolen na Český zemský sněm, kde zastupoval kurii městskou, obvod Rokytnice, Jilemnice. Mandát zde obhájil i v zemských volbách v březnu 1867.
Zemřel v lednu 1896 ve věku 75 let.